# یواس‌سی‌جی‌سی آساتیگ (دبلیوپی‌بی-۱۳۳۷)
یواس‌سی‌جی‌سی آساتیگ (دبلیوپی‌بی-۱۳۳۷) (به انگلیسی: USCGC Assateague (WPB-1337)) یک کشتی است که طول آن ۱۱۰ فوت (۳۴ متر) می‌باشد. این کشتی در سال ۱۹۸۹ ساخته شد.